# Вільям Вілсон Морган
Вільям Вілсон Морган (англ. William Wilson Morgan; 3 січня 1906 — 21 червня 1994) — американський астроном, член Національної АН США (1956).

## Біографія
Народився в Бетесді (штат Теннессі). Упродовж 1923—1926 років навчався в університеті в Лексінгтоні (штат Вірджинія), потім у Чиказькому університеті, який закінчив у 1927 році. У 1927—1974 роках працював в Єркській обсерваторії, в 1947—1974 роках — професор Чиказького університету, в 1960—1963 роках — директор Єркської обсерваторії і обсерваторії Мак-Дональд, з 1974 року — почесний професор Чиказького університету.
Основні праці в області зоряної спектроскопії і фотометрії зірок. На початку 1930-х років вивчив і описав спектри великого числа зірок класу A, зокрема пекулярних A-зірок з посиленими лініями рідкісноземельних елементів. Розробив спільно з Ф. Кінаном двомірну спектральну класифікацію зірок (система MK), що є основною системою класифікації зірок дотепер (вона описана в «Атласі зоряних спектрів», виданому в 1943 році). Система MK прокалібрована в шкалі абсолютних величин зірок. У 1951 році спільно з С. Шарплессом і Д. Остерброком встановив існування спіральних гілок у нашій Галактиці. Це відкриття було здійснене шляхом визначення спектральними методами відстаней до гарячих зірок, які збуджують світіння в хмарах йонізованого водню, що концентруються, як показали позагалактичні дослідження, в спіральних гілках. Згодом спіральні гілки Галактики були також виявлені радіоастрономічними методами. У 1953 році спільно з Г. Л. Джонсоном і Д. Геррісом створив точну систему зоряної фотометрії, яка визначається за допомогою стандартних зірок, — так звану систему U, В, V, яка стала міжнародною стандартною фотометричною системою. У 1957 році спільно з Н. У. Мейоллом знайшов зв'язок між типом галактики і спектром її інтегрального світла і на цій основі розробив класифікацію галактик і метод визначення зоряного складу галактик за їхніми формами. У 1947—1952 роках — головний редактор журналу Astrophysical Journal.
Член Національної АН США (1956) і ряду академій наук інших країн.
Лауреат медалі Брюс Тихоокеанського астрономічного товариства (1958), Премія Генрі Норріса Рассела (1961), Медаль Генрі Дрейпера (1980), Медаль Гершеля (1983).
На його честь названо астероїд 3180 Морган.